# Otto Borngräber
Otto Borngräber, född 19 november 1874 och död 19 oktober 1916, var en tysk författare.
Borngräber studerade först teologi men gick under inflytande av Ernst Haeckel till monismen. Bland Borngräbers filosofiska arbeten märks det erotiska mysteriet, Die ersten Menschen (1908) och Weltfriedensdrama (1915).